# Angostura, Sinaloa
Angostura, Sinaloa là thành phố ở bang Sinaloa, México. Thành phố có diện tích 1447  km², dân số 43.827 người.

## Vị trí
Phía bắc và phía đông giáp thành phố Salvador Alvarado, phía nam giáp Navolato và vịnh California, phía tây giáp vịnh California, phía tây bắc giáp Guasave, phía đông nam giáp với Mocorito.
Trong số các hoạt động kinh tế, hai ngành ngư nghiệp và nông nghiệp là chủ yếu, ngành có mức độ ít hơn nhưng đang gia tăng là ngành du lịch.
Angostura được công nhận bởi các nền văn hóa của các dân tộc bản địa với các di vật tranh khắc đá, mộ táng.